# Długobieg
Długobieg (Eupetes macrocerus) – gatunek średniej wielkości ptaka z rodziny długobiegów (Eupetidae), której jest jedynym przedstawicielem. Zamieszkuje Azję Południowo-Wschodnią.

## Podgatunki
Wyróżniono dwa podgatunki E. macrocerus:
- E. macrocerus borneensis – północne Borneo.
- E. macrocerus macrocerus – Półwysep Malajski, Sumatra, północna część Wysp Natuna (na północny zachód od Borneo).

## Morfologia
Mierzy 28–30 cm, a jego masa wynosi 66–72 g. Większość ciała ruda, długi ogon. Czerwonawe gardło w delikatne, białe kropeczki oraz pierś. Biała brew, długie i grube czarne wąsy oraz pomarańczowy wierzch głowy. Długie, cienkie, szare nogi.

## Ekologia i zachowanie
Jego środowisko to głównie nizinne lasy, rzadko występuje w lasach niższych partii gór. Na Półwyspie Malajskim odnotowywany był do wysokości 1060 m n.p.m., a na Sumatrze i Borneo do 900 m n.p.m. Występuje też na bagnach i wrzosowiskach.
Ogólnie niewiele wiadomo o lęgach. Okres lęgowy przypada na styczeń i maj. Gniazdo o kubeczkowatym kształcie, zrobione z części roślin, umieszczone w roślinności około 30 cm nad ziemią. Składa 2 jaja bez wzorków.

## Status
Międzynarodowa Unia Ochrony Przyrody (IUCN) od 2000 roku uznaje długobiega za gatunek bliski zagrożenia (NT – near threatened); wcześniej, od 1988 roku miał on status najmniejszej troski (LC – least concern). Liczebność populacji nie została oszacowana, ale ptak ten opisywany jest jako rzadki lub dość pospolity w znacznej części zasięgu występowania, lokalnie liczny. Trend liczebności populacji uznawany jest za spadkowy ze względu na utratę siedlisk.